# Example (cantante)
Elliot John Gleave (Fulham; 20 de junio de 1982), conocido como Example, es un cantautor, productor y DJ británico perteneciente al sello discográfico Epic Records y Sony Music.
Su nombre de Example se originó debido a las letras iniciales de sus nombres son E. G (Elliot Gleave) que es una abreviatura de la frase en latín «Exempli gratia», el equivalente a la frase en español «por ejemplo».
Es considerado por la prensa británica como el sucesor de Calvin Harris.

## Carrera musical
En 2007 lanzó su álbum debut What we made y We Didn't Invent The Remix, un álbum de reversiones que entre otras, incluye un remake de la canción de Lily Allen «Smile», titulado “Vile”.
Aunque realmente saltó en la palestra musical cuando en 2010 lanzó su segundo álbum, Won't Go Quietly, con productores como The Fearless y Calvin Harris: lanzado el 21 de junio de 2010 y alcanzó la posición #4 en el UK Albums Chart. A finales de julio, el álbum fue platino.
Se desprenden sencillos como «Watch The Sun Come Up», siendo un hit moderado en Reino Unido. Logró la posición #19 y estuvo en el top 40 por 4 semanas. El segundo sencillo, «Won’t Go Quietly» fue lanzado el 18 de enero de 2010 el cual alcanzó la posición #6 en Reino Unido, convirtiéndose en su primer Top 10 Single. En abril del 2010 se confirmó que «Kickstarts» sería su tercer sencillo, canción producida por Sub Focus. Descrita por Example como un mix de Snow Patrol, MGMT y Dizzee Rascal, la canción logró el #3 en Reino Unido. Lanzaría «Last Ones Standing» y «Two Lives» como singles finales de «Won’t Go Quietly».
Example lanzó su tercer álbum de estudio, «Playing In The Shadows», el 4 de septiembre de 2011, debutando en la primera posición del UK Albums Chart. Este disco ha sido producido por un gran equipo de profesionales entre los que destaca Nero, Faithless, Chase & Status, Dirty South, Michael Woods y Laidback Luke.
Changed The Way You Kiss Me fue el sencillo adelanto lanzado en junio de 2011 alcanzó la primera ubicación de las listas del Reino Unido, manteniéndose en la cima por dos semanas consecutivas.
Example confirmó vía Digital Spy, el segundo sencillo de Playing In The Shadows, «Stay Awake», canción que dejó en manos de los productores de dubstep Nero, el cual también lograría el primer puesto en el Reino Unido. 'Natural Disaster' es el tercer sencillo y en él colabora como productor el aclamado productor holandés de origen filipino Laidback Luke. El último sencillo del álbum fue «Midnight Run», lanzado en diciembre de 2011, y llegó a ocupar el sexto puesto en el Reino Unido.
Además ha colaborado como artista invitado en varios sencillos. En 2010, para Professor Green y Tinchy Stryder, y en 2011, con el rapero británico Wretch 32 en el sencillo "Unorthodox", el cual alcanzó la segunda ubicación en el Reino Unido.
En 2012, luego de su colaboración con el productor de dubstep Flux Pavilion, se destaca su participación con el prestigioso músico escocés Calvin Harris, en el sencillo "We'll Be Coming Back". En ese mismo año, coescribió la canción Chasing the Sun para la banda británica de pop The Wanted, que debutó en la segunda ubicación del UK Singles Chart.
"Say Nothing" producido por el australiano Dirty South, fue lanzado el 16 de septiembre de 2012, como el primer sencillo de su cuarto álbum The Evolution of Man, editado en noviembre de 2012. Este sencillo debutó en la segunda posición en el Reino Unido. El álbum además cuenta con la colaboración de diversos productores como Alex Smith, Feed Me, Tommy Trash, Alesso, Kill the Noise, Skream, entre otros. Su segundo sencillo es "Close Enemies", y fue lanzado en noviembre de 2012, y debutó en la posición #37 en el Reino Unido.
En 2013, colaboró con el dúo británico Pet Shop Boys en la grabación de su álbum Electric, aportando en la composición y en las voces de la canción "Thursday".
Su quinto álbum de estudio Live Life Living fue lanzado el 7 de julio de 2014 por Sony Music, precedido por sencillos como "All the Wrong Places" (lanzado en septiembre de 2013 con producción del propio Gleave) y "Kids Again" (lanzado en febrero de 2014 con producción de Fraser T. Smith y el músico de hard hance Critikal). El 20 de junio de 2014 se lanzó su tercer sencillo «One More Day (Stay with Me)», llegando a la cuarta ubicación en el Reino Unido. En esta producción incorpora el género deep house, tan popular por estos momentos en tierras británicas.

## Vida personal
Es el sobrino del exfutbolista británico, Tony Grealish. En noviembre de 2012, Example confirmó que está comprometido con la modelo australiana Erin McNaught. El 21 de diciembre de 2014 su hijo, Evander Maxwell Gleave, nació. El 12 de septiembre de 2017 Example anunció el nacimiento de su segundo hijo, Ennio Stanley Gleave.

## Discografía

### Álbumes
En estudio
- 2007: What We Made
- 2010: Won't Go Quietly
- 2011: Playing In The Shadows
- 2012: The Evolution of Man
- 2014: Live Life Living
- 2018: Bangers & Ballads
- 2020: Some Nights Last for Days

Álbumes de remixes
- 2006: We Didn't Invent the Remix
- 2008: What We Almost Made
- 2009: The Credit Munch
- 2010: The Big Dog Blog Mix

### Sencillos
| Año  | Título                                         | Mejor posición en listas | Mejor posición en listas | Mejor posición en listas | Mejor posición en listas | Mejor posición en listas | Mejor posición en listas | Mejor posición en listas | Mejor posición en listas | Certificaciones                | Álbum                     |
| Año  | Título                                         | R.U.                     | AUS                      | BEL (Fla)                | BEL (Val)                | FRA                      | IRL                      | NZ                       | ESC                      | Certificaciones                | Álbum                     |
| ---- | ---------------------------------------------- | ------------------------ | ------------------------ | ------------------------ | ------------------------ | ------------------------ | ------------------------ | ------------------------ | ------------------------ | ------------------------------ | ------------------------- |
| 2007 | «I Don't Want To»                              | 167                      | —                        | —                        | —                        | —                        | —                        | —                        | —                        |                                | What We Made              |
| 2007 | «So Many Roads»                                | 196                      | —                        | —                        | —                        | —                        | —                        | —                        | —                        |                                | What We Made              |
| 2008 | «Me & Mandy»                                   | —                        | —                        | —                        | —                        | —                        | —                        | —                        | —                        |                                | What We Made              |
| 2009 | «Watch the Sun Come Up»                        | 19                       | —                        | —                        | —                        | —                        | —                        | —                        | 27                       |                                | Won't Go Quietly          |
| 2010 | «Won't Go Quietly»                             | 6                        | —                        | —                        | —                        | 11                       | 36                       | 33                       | 6                        | - R.U.: Plata                  | Won't Go Quietly          |
| 2010 | «Kickstarts»                                   | 3                        | —                        | 54                       | 84                       | —                        | 8                        | 12                       | 2                        | - R.U.: Oro                    | Won't Go Quietly          |
| 2010 | «Last Ones Standing»                           | 27                       | —                        | —                        | —                        | —                        | 37                       | —                        | 25                       |                                | Won't Go Quietly          |
| 2010 | «Two Lives»                                    | 84                       | —                        | —                        | —                        | —                        | —                        | —                        | —                        |                                | Won't Go Quietly          |
| 2011 | «Changed the Way You Kiss Me»                  | 1                        | 16                       | 37                       | 30                       | 37                       | 3                        | 12                       | 1                        | - AUS: Platino - R.U.: Platino | Playing in the Shadows    |
| 2011 | «Stay Awake»                                   | 1                        | 51                       | 29                       | 9                        | —                        | 18                       | —                        | 2                        | - R.U.: Plata                  | Playing in the Shadows    |
| 2011 | «Natural Disaster» (Laidback Luke vs. Example) | 37                       | 92                       | 49                       | —                        | —                        | —                        | —                        | 35                       |                                | Playing in the Shadows    |
| 2011 | «Midnight Run»                                 | 30                       | 91                       | —                        | —                        | —                        | —                        | —                        | —                        |                                | Playing in the Shadows    |
| 2012 | «Say Nothing»                                  | 2                        | 54                       | —                        | —                        | —                        | 22                       | —                        | 2                        |                                | The Evolution of Man      |
| 2012 | «Close Enemies»                                | 37                       | —                        | —                        | —                        | —                        | —                        | —                        | 37                       |                                | The Evolution of Man      |
| 2013 | «Perfect Replacement»                          | 46                       | —                        | —                        | —                        | —                        | 56                       | —                        | 38                       |                                | The Evolution of Man      |
| 2013 | «All the Wrong Places»                         | 13                       | —                        | —                        | —                        | —                        | 71                       | —                        | 11                       |                                | Live Life Living          |
| 2014 | «Kids Again»                                   | 13                       | —                        | —                        | —                        | —                        | 52                       | —                        | 10                       |                                | Live Life Living          |
| 2014 | «One More Day (Stay with Me)»                  | 4                        | —                        | 133                      | —                        | —                        | 28                       | —                        | 5                        |                                | Live Life Living          |
| 2014 | «10 Million People»                            | —                        | —                        | —                        | —                        | —                        | —                        | —                        | —                        |                                | Live Life Living          |
| 2015 | «Whisky Story»                                 | —                        | —                        | —                        | —                        | —                        | —                        | —                        | 55                       |                                | Singles sin álbum         |
| 2016 | "Later"                                        | —                        | —                        | —                        | —                        | —                        | —                        | —                        | —                        |                                | Singles sin álbum         |
| 2018 | "The Answer"                                   | —                        | —                        | —                        | —                        | —                        | —                        | —                        | —                        |                                | Singles sin álbum         |
| 2018 | "Nine Point Nine" (con Grim Sickers y Bonkaz)  | —                        | —                        | —                        | —                        | —                        | —                        | —                        | —                        |                                | Singles sin álbum         |
| 2018 | "Back for More" (with Rude Kid)                | —                        | —                        | —                        | —                        | —                        | —                        | —                        | —                        |                                | Bangers & Ballads         |
| 2018 | "Show Me How to Love" (feat. Hayla)            | —                        | —                        | —                        | —                        | —                        | —                        | —                        | —                        |                                | Bangers & Ballads         |
| 2018 | "Sit Down Gary"                                | —                        | —                        | —                        | —                        | —                        | —                        | —                        | —                        |                                | Bangers & Ballads         |
| 2018 | "Drops" (with Darkzy)                          | —                        | —                        | —                        | —                        | —                        | —                        | —                        | —                        |                                | Singles sin álbum         |
| 2019 | "All Night"                                    | 87                       | 26                       | —                        | —                        | —                        | —                        | —                        | 69                       |                                | Singles sin álbum         |
| 2019 | "Money"                                        | —                        | —                        | —                        | —                        | —                        | —                        | —                        | —                        |                                | Singles sin álbum         |
| 2019 | "Click"                                        | —                        | —                        | —                        | —                        | —                        | —                        | —                        | —                        |                                | Singles sin álbum         |
| 2019 | "Do It So Well"                                | —                        | —                        | —                        | —                        | —                        | —                        | —                        | —                        |                                | Singles sin álbum         |
| 2020 | "Back on the Wreck"                            | —                        | —                        | —                        | —                        | —                        | —                        | —                        | —                        |                                | Singles sin álbum         |
| 2020 | "Sun Hits Your Eyes"                           | —                        | —                        | —                        | —                        | —                        | —                        | —                        | —                        |                                | Singles sin álbum         |
| 2020 | "Paperclips (Isolation Freestyle)"             | —                        | —                        | —                        | —                        | —                        | —                        | —                        | —                        |                                | Some Nights Last for Days |
| 2020 | "Erin" (con Erin McNaught)                     | —                        | —                        | —                        | —                        | —                        | —                        | —                        | —                        |                                | Some Nights Last for Days |
| 2020 | "Oscar" (con P Money y Harry Shotta)           | —                        | —                        | —                        | —                        | —                        | —                        | —                        | —                        |                                | Some Nights Last for Days |

### Otras canciones en listas
| Año  | Canción                                              | Mejor posición | Álbum                  |
| Año  | Canción                                              | R.U.           | Álbum                  |
| ---- | ---------------------------------------------------- | -------------- | ---------------------- |
| 2011 | "Shot Yourself in the Foot Again" (Example & Skream) | 82             | Playing in the Shadows |
| 2011 | "Playing in the Shadows"                             | 155            | Playing in the Shadows |

### Colaboraciones
| Año  | Sencillo                                             | Mejor posición | Mejor posición | Álbum               |
| Año  | Sencillo                                             | R.U.           | IRL            | Álbum               |
| ---- | ---------------------------------------------------- | -------------- | -------------- | ------------------- |
| 2009 | "Hooligans" (Don Diablo con Example)                 | —              | —              |                     |
| 2010 | "Monster" (Professor Green con Example)              | 29             | —              | Alive Till I'm Dead |
| 2010 | "Game Over" (Tinchy Stryder junto a varios artistas) | 22             | —              | Third Strike        |
| 2010 | "Look Over Your Shoulder" (Giggs con Example)        | —              | —              | Take Your Hats Off  |
| 2011 | "Unorthodox" (Wretch 32 con Example)                 | 2              | 32             | Black and White     |
| 2011 | "Catch Me if You Can" (D Double E con Example)       | —              | —              | Bluku! Bluku! EP    |
| 2012 | "Daydreamer" (Flux Pavilion con Example)             | 39             | —              |                     |
| 2012 | "We'll Be Coming Back" (Calvin Harris con Example)   | 2              | 1              | 18 Months           |
| 2012 | "Plastic Smile" (Felguk con Example)                 | —              | —              | SSX OST             |
| 2012 | "Whisper" (AN21 & Max Vangeli con Example)           | —              | —              | People Of The Night |
| 2012 | "War" (Jack Beats con Diplo & Example)               | —              | —              | Careless EP         |
| 2012 | "Andy Warhol" (Mikill Pane con Example)              | —              | —              | You Guest It EP     |
| 2012 | "Run The World" (David Stewart con Example)          | —              | —              | Late Night Viewing  |
| 2013 | "Thursday" (Pet Shop Boys con Example)               | 61             | —              | Electric            |
| 2014 | "One Way Ticket" (Ruben Haze con Example)            | —              | —              | City of Dreams EP   |

### Como compositor para otros artistas
| Año  | Canción            | Artista                 | Álbum           | Notas                        |
| ---- | ------------------ | ----------------------- | --------------- | ---------------------------- |
| 2012 | "Chasing the Sun"  | The Wanted              | The Wanted (EP) | Coescrita junto a Alex Smith |
| 2012 | "Led Astray"       | DJ Friction             | —               | Voces por Takura             |
| 2013 | "Long Gone Memory" | DJ Friction con Arlissa | —               |                              |